# Panevėžys
Panevėžys est une ville de Lituanie et la capitale de la province de Haute Lituanie (Aukštaitija). Son nom allemand est Ponewiesch et son nom est souvent transcrit Ponevej (ou Ponevezh selon la transcription anglaise) ; en polonais : Poniewież ; en russe : Поневе́ж ; en yiddish (פוניבז). Elle est la cinquième ville du pays en 2014 avec une population de 96 328 habitants.

## Géographie
Panevėžys se trouve dans la partie nord du pays, sur la rivière Nevėžis, à mi-chemin de Riga et de Vilnius, qui se trouvent toutes deux à 130 km environ de la ville.
|  |

## Histoire
Le Grand-Duc Alexandre Ier Jagellon est considéré comme le fondateur de la ville en 1503.
Avant la Shoah, la ville abritait une importante communauté juive. En 1923, les Juifs représentaient 36 % de la population, soit environ 7 000 personnes. Les Juifs de la ville sont assassinés dans le cadre de la Shoah par balles. Le 4 et le 11 août 1941, 862 personnes sont tuées lors d'une exécution de masse dans la forêt voisine de Žalioji. Le 23 août, c'est 7 523 personnes qui sont tuées sur un site de la forêt de Pajuostė. Ces massacres sont perpétrés par des nazis aidés de collaborateurs, des nationalistes lituaniens.

## Climat
| Mois                                            | jan.       | fév.       | mars      | avril     | mai       | juin      | jui.      | août    | sep.      | oct.      | nov.       | déc.       | année      |
| ----------------------------------------------- | ---------- | ---------- | --------- | --------- | --------- | --------- | --------- | ------- | --------- | --------- | ---------- | ---------- | ---------- |
| Température minimale moyenne (°C)               | −4,7       | −4         | −2,6      | 2,9       | 6         | 11,3      | 12,8      | 11,7    | 7,9       | 4,6       | −0,3       | −4,5       | 3,4        |
| Température moyenne (°C)                        | −2,5       | −1,3       | 0,8       | 7,7       | 11,5      | 16,4      | 18,3      | 17,3    | 12,7      | 8         | 1,9        | −2,4       | 7,4        |
| Température maximale moyenne (°C)               | −0,3       | 1,5        | 4,3       | 12,4      | 17        | 21,5      | 23,8      | 22,9    | 17,5      | 11,3      | 4          | −0,3       | 11,3       |
| Record de froid (°C) date du record             | −27,4 1997 | −27,7 1996 | −17 1996  | −6,5 1998 | −2,5 2000 | 1,9 2001  | 5,8 1996  | 0 1995  | −3,8 1996 | −8 1973   | −21,5 1998 | −30,3 1996 | −30,3 1996 |
| Record de chaleur (°C) date du record           | 11,8 2023  | 10,6 2020  | 18,1 1999 | 26,6 2000 | 29,5 1995 | 32,5 1997 | 35,3 1994 | 34 1994 | 28,4 1996 | 21,7 2020 | 13,6 1996  | 10,3 1995  | 35,3 1994  |
| Précipitations (mm)                             | 49,8       | 33,8       | 36,6      | 43,1      | 64,8      | 67,5      | 103,1     | 54,2    | 40,5      | 56,3      | 44,6       | 40,4       | 738,2      |
| dont nombre de jours avec précipitations ≥ 1 mm | 11,1       | 11,9       | 10,1      | 8,3       | 9,1       | 10,8      | 9,7       | 10,4    | 7,8       | 11        | 11,2       | 11,1       | 122,5      |

| Diagramme climatique                                  |           |             |             |         |              |               |              |             |             |           |              |
| J                                                     | F         | M           | A           | M       | J            | J             | A            | S           | O           | N         | D            |
| −0,3−4,749,8                                          | 1,5−433,8 | 4,3−2,636,6 | 12,42,943,1 | 17664,8 | 21,511,367,5 | 23,812,8103,1 | 22,911,754,2 | 17,57,940,5 | 11,34,656,3 | 4−0,344,6 | −0,3−4,540,4 |
| Moyennes : • Temp. maxi et mini °C • Précipitation mm |           |             |             |         |              |               |              |             |             |           |              |

## Économie
Sa situation géographique favorable et la présence d'infrastructures routières (l'autoroute Via Baltica) et ferroviaires (gare de Panevėžys sur le projet Rail Baltica) ont favorisé son expansion économique. La ville est reliée par chemin de fer à Šiauliai et Daugavpils. Une autre ligne de chemin de fer à écartement réduit la relie aux petites villes d'Anykščiai et Biržai : cette ligne est classée monument historique et exploitée à des fins touristiques.

## Sport
- Football: Le FK Ekranas Panevėžys a été sept fois champion de Lituanie.
- Handball: Le Viking Malt Panevezys a été quatre fois champion de Lituanie.

## Jumelage
La ville de Panevėžys est jumelée avec :
- Lünen (Allemagne) depuis le 2 mars 1990
- Kalmar (Suède) depuis le 20 novembre 1992
- Lublin (Pologne) depuis le 11 septembre 1999
- Kolding (Danemark) depuis le 17 août 2000
- Mytichtchi (Russie) depuis le 21 septembre 2001
- Kaliningrad (Russie) depuis le 7 septembre 2002
- Daugavpils (Lettonie) depuis le 6 avril 2004
- Gabrovo (Bulgarie)
- Kingston (Jamaïque)
- Rakvere (Estonie) depuis le 15 juin 2005